# Opercularia loganioides
Opercularia loganioides är en måreväxtart som beskrevs av Gregory John Keighery. Opercularia loganioides ingår i släktet Opercularia och familjen måreväxter. Inga underarter finns listade i Catalogue of Life.